# José Mendes da Veiga de Quental Calheiros
José Mendes da Veiga de Quental Calheiros (1875 - 26 de Abril de 1931), 2.º Conde da Covilhã, foi um empresário industrial português.

## Família
Filho primogénito de Cândido Augusto de Albuquerque Calheiros, 1.º Conde da Covilhã, e de sua mulher e prima Ana Cândida de Quental da Câmara do Carvalhal Esmeraldo Freire Calheiros.

## Biografia
Figura de grande relevo Industrial e social na Covilhã e Senhor da Casa do Refúgio.
Teve a verificação da segunda vida do título de 2.º Conde da Covilhã por Decreto de D. Carlos I de Portugal de 7 de Novembro de 1904.

## Casamento e descendência
Casou em Lisboa com Emília Cândida da Costa Froes, Senhora do Palácio Froes, em Lisboa, filha de António Froes e de sua mulher Cândida Pereira da Costa, os quais tiveram uma única filha: 
- Alice Froes de Quental Calheiros (Covilhã, São Martinho, 28 de Junho de 1900 - Lisboa, 1 de Outubro de 1955), Senhora da Casa do Refúgio, que casou em Lisboa a 7 de Abril de 1919 com António Serrão Burguete (Figueira da Foz, 12 de Abril de 1892 - Lisboa, 11 de Abril de 1972), Engenheiro Eletrotécnico, Proprietário e Industrial, filho de Jacinto Serrão Burguete, de ascendência Italiana, e de sua mulher Maria José Teixeira, os quais tiveram doze filhos e filhas.[1][3]

Fora do casamento, e de Mary de Simão Anahory (São Vicente, Cabo Verde, 30 de Dezembro de 1876 - ?), perfilhada a 23 de Janeiro de 1883, teve dois filhos bastardos legitimados: 
- Júlio Anahory de Quental Calheiros (Oliveira do Hospital, Avô, 19 de Setembro de 1899 - Lisboa, Abril de 1970), que usou o título de 3.º Conde da Covilhã
- José Borges de Albuquerque Calheiros, Dr., Presidente da Direção do Sporting Clube da Covilhã[6]